# De Munt (Roeselare)
De KBC-site is een inmiddels voltooid bouwproject in het centrum van de Belgische stad Roeselare. Het terrein is gelegen tussen de Noordstraat, Ooststraat en de Henri Horriestraat in de nabijheid van de Grote Markt.
De werken die gestart zijn in 2007 werden gecoördineerd door een projectontwikkelaar, de stad en een architectenbureau.
Dit stadskernproject omvat een verkeersvrije straat met een centraal binnenplein met een woon- en handelsfunctie alsook een kennis- en leercentrum met openbare bibliotheek (6.000 m²) waarbij de oude KBC-toren voor dit doel wordt verbouwd. Er wordt ook voorzien in een ondergrondse parkeergarage.
In het kader van het bouwklaar maken van de gronden werd onder meer het kantoorgebouw van de voormalige Bank van Roeselare in de Noordstraat gesloopt. Hierdoor verdween een stuk nostalgie voor de realisatie van deze stadsvernieuwing.